# Résultat des élections au parlement de Catalogne de 2021 par commune

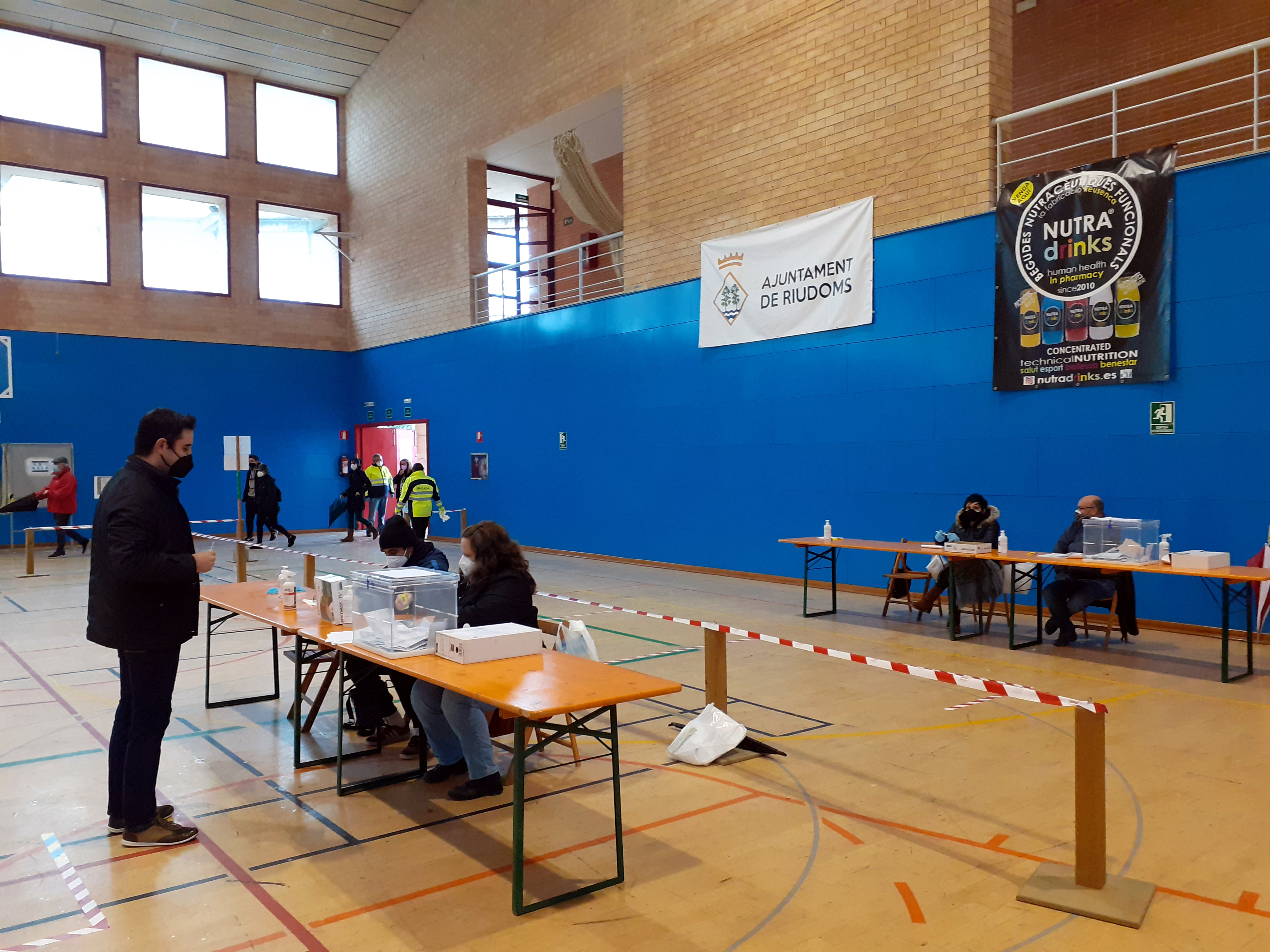
Un électeur en train de voter à Riudoms.

Les élections au Parlement de Catalogne de 2021 (en catalan : eleccions al Parlament de Catalunya de 2021, en espagnol : elecciones al Parlamento de Cataluña de 2021, en occitan : eleccions ath Parlament de Catalonha de 2021) ont lieu le dimanche 14 février 2021 afin d'élire les 135 députés de la XIIIe-XIVe législature du Parlement de Catalogne pour un mandat de quatre ans.

## Contexte
Alors que les élections au Parlement de Catalogne sont initialement prévues pour le 14 février 2021, le 15 janvier 2021, le gouvernement catalan annonce qu'il reporte le scrutin au 30 mai, prenant prétexte de l'évolution de la pandémie de Covid-19. Le tribunal supérieur de justice de Catalogne (TSJC), saisi d'un référé suspension, prononce trois jours plus tard un moratoire sur l'exécution du décret en attendant une audience sur le fond, qui doit se tenir le 21 janvier. La décision est ainsi confirmée et la date initiale maintenue.
À travers les 947 communes de Catalogne sont organisés 9 139 bureaux de vote distribués sur 2 800 collèges électoraux, tenus par 27 417 assesseurs. Dans le contexte de la pandémie de Covid-19 en Espagne, des conditions sanitaires spéciales sont mises en place et une application mobile, 14F, permet de savoir depuis chez soi l'affluence en temps réel à chaque bureau de vote afin d'éviter la foule et de faire la queue.

## Résultats
Le tableau suivant présente les résultats des communes de Catalogne qui sont soit chef-lieu de comarque soit peuplées de plus de 25 000 habitants.
| Commune                   | Comarque          | Parti avec le plus de voix | Parti avec le plus de voix |
| Amposta                   | Montsià           |                            | ERC                        |
| Badalone                  | Barcelonès        |                            | PSC                        |
| Balaguer                  | Noguera           |                            | ERC                        |
| Banyoles                  | Pla de l'Estany   |                            | PSC                        |
| Barberà del Vallès        | Vallès Occidental |                            | PSC                        |
| Barcelone                 | Barcelonès        |                            | PSC                        |
| Berga                     | Berguedà          |                            | Junts                      |
| Blanes                    | La Selva          |                            | PSC                        |
| Calafell                  | Baix Penedès      |                            | PSC                        |
| Cambrils                  | Baix Camp         |                            | PSC                        |
| Cerdanyola del Vallès     | Vallès Occidental |                            | PSC                        |
| Cervera                   | Segarra           |                            | Junts                      |
| Cornellà de Llobregat     | Baix Llobregat    |                            | PSC                        |
| el Pont de Suert          | Alta Ribagorça    |                            | PSC                        |
| el Prat de Llobregat      | Baix Llobregat    |                            | PSC                        |
| el Vendrell               | Baix Penedès      |                            | PSC                        |
| Esplugues de Llobregat    | Baix Llobregat    |                            | PSC                        |
| Falset                    | Priorat           |                            | ERC                        |
| Gandesa                   | Terra Alta        |                            | ERC                        |
| Gérone                    | Gironès           |                            | Junts                      |
| Granollers                | Vallès Oriental   |                            | PSC                        |
| Igualada                  | Anoia             |                            | Junts                      |
| la Bisbal d'Empordà       | Baix Empordà      |                            | Junts                      |
| la Seu d'Urgell           | Alt Urgell        |                            | ERC                        |
| les Borges Blanques       | Garrigues         |                            | Junts                      |
| l'Hospitalet de Llobregat | Barcelonès        |                            | PSC                        |
| Lérida                    | Segrià            |                            | ERC                        |
| Lloret de Mar             | La Selva          |                            | PSC                        |
| Manresa                   | Bages             |                            | Junts                      |
| Martorell                 | Baix Llobregat    |                            | PSC                        |
| Mataró                    | Maresme           |                            | PSC                        |
| Moià                      | Moianès           |                            | ERC                        |
| Molins de Rei             | Baix Llobregat    |                            | ERC                        |
| Mollerussa                | Pla d'Urgell      |                            | Junts                      |
| Mollet del Vallès         | Vallès Oriental   |                            | PSC                        |
| Montblanc                 | Conca de Barberà  |                            | Junts                      |
| Montcada i Reixac         | Vallès Occidental |                            | PSC                        |
| Móra d'Ebre               | Ribera d'Ebre     |                            | Junts                      |
| Olot                      | Garrotxa          |                            | Junts                      |
| Premià de Mar             | Maresme           |                            | ERC                        |
| Puigcerdà                 | Basse-Cerdagne    |                            | Junts                      |
| Reus                      | Baix Camp         |                            | ERC                        |
| Ripoll                    | Ripollès          |                            | Junts                      |
| Ripollet                  | Vallès Occidental |                            | PSC                        |
| Rubí                      | Vallès Occidental |                            | PSC                        |
| Sabadell                  | Vallès Occidental |                            | PSC                        |
| Salou                     | Tarragonès        |                            | PSC                        |
| Salt                      | Gironès           |                            | Junts                      |
| Sant Adrià de Besòs       | Barcelonès        |                            | PSC                        |
| Sant Andreu de la Barca   | Baix Llobregat    |                            | PSC                        |
| Sant Boi de Llobregat     | Baix Llobregat    |                            | PSC                        |
| Sant Cugat del Vallès     | Vallès Occidental |                            | Junts                      |
| Sant Feliu de Llobregat   | Baix Llobregat    |                            | PSC                        |
| Sant Joan Despí           | Baix Llobregat    |                            | PSC                        |
| Sant Vicenç dels Horts    | Baix Llobregat    |                            | PSC                        |
| Santa Coloma de Farners   | La Selva          |                            | Junts                      |
| Santa Coloma de Gramenet  | Barcelonès        |                            | PSC                        |
| Santa Perpètua de Mogoda  | Vallès Occidental |                            | PSC                        |
| Solsona                   | Solsonès          |                            | Junts                      |
| Sort                      | Pallars Sobirà    |                            | Junts                      |
| Tarragone                 | Tarragonès        |                            | PSC                        |
| Tàrrega                   | Urgell            |                            | Junts                      |
| Terrassa                  | Vallès Occidental |                            | PSC                        |
| Tortosa                   | Baix Ebre         |                            | ERC                        |
| Tremp                     | Pallars Jussà     |                            | Junts                      |
| Valls                     | Alt Camp          |                            | Junts                      |
| Vic                       | Osona             |                            | Junts                      |
| Vielha e Mijaran          | Val d'Aran        |                            | PSC                        |
| Vilafranca del Penedès    | Alt Penedès       |                            | Junts                      |
| Vilanova i la Geltrú      | Garraf            |                            | PSC                        |